# Mirko Matković
Mirko Matković, črnogorski general, * 3. november 1915,  † 28. oktober 2012.

## Življenjepis
Leta 1941 je vstopil v NOVJ in KPJ. Po vojni je bil med drugim poveljnik Častniške šole in dosegel čin generalmajorja JLA. 1953 je bil proglašen za narodnega heroja.